# لونس ا ولو، کبک
لونس ا ولو، کبک (به فرانسوی: L'Anse-à-Valleau, Quebec) یک منطقهٔ مسکونی در کانادا است که در گاسپه، کبک واقع شده‌است. لونس ا ولو ۱۵٬۱۰۲ نفر جمعیت دارد.